# Japon aux Jeux olympiques d'été de 1964
Le Japon participe aux Jeux olympiques d'été de 1964 à Tokyo au Japon. 328 athlètes japonais, 270 hommes et 58 femmes, ont participé à 155 compétitions dans 21 sports. Ils y ont obtenu 29 médailles : 16 d'or, 5 d'argent et 8 de bronze.

## Médailles
| Médaille | Discipline    | Épreuve                                     | Athlète | Performance | Date |
| -------- | ------------- | ------------------------------------------- | --- | ----------- | ---- |
| Or       | Boxe          | Poids coqs (-54 kg)                         | Takao Sakurai |             |      |
| Or       | Gymnastique   | Concours par équipes hommes                 | |             |      |
| Or       | Gymnastique   | Concours général individuel hommes          | Yukio Endo |             |      |
| Or       | Gymnastique   | Anneaux hommes                              | Takuji Hayata |             |      |
| Or       | Gymnastique   | Saut hommes                                 | Haruhiro Yamashita |             |      |
| Or       | Gymnastique   | Barres parallèles hommes                    | Yukio Endo |             |      |
| Or       | Judo          | Moins de 68 kg                              | Takehide Nakatani |             |      |
| Or       | Judo          | Moins de 80 kg                              | Isao Okano |             |      |
| Or       | Judo          | Plus de 80 kg                               | Isao Inokuma |             |      |
| Or       | Lutte         | Lutte gréco-romaine - Poids mouche - 52 kg  | Tsutomu Hanahara |             |      |
| Or       | Lutte         | Lutte gréco-romaine - Poids coq, 52 – 57 kg | Masamitsu Ichiguchi |             |      |
| Or       | Lutte         | Lutte libre - Poids mouche - 52 kg          | Yoshikatsu Yoshida |             |      |
| Or       | Lutte         | Lutte libre - Poids coq, 52 – 57 kg         | Yojiro Uetake |             |      |
| Or       | Lutte         | Lutte libre - Poids plume, 57 – 63 kg       | Osamu Watanabe |             |      |
| Or       | Haltérophilie | 56–60 kg                                    | Yoshinobu Miyake |             |      |
| Or       | Volley-ball   | Femmes                                      | Masae Kasai Emiko Miyamoto Kinuko Tanida Yuriko Handa Yoshiko Matsumura Sata Isobe Katsumi Matsumura Yoko Shinozaki Setsuko Sasaki Yuko Fujimoto Masako Kondo Ayano Shibuki                      |             |      |
| Argent   | Gymnastique   | Sol hommes                                  | Yukio Endo |             |      |
| Argent   | Gymnastique   | Cheval d'arçons hommes                      | Tsurumi Shuji |             |      |
| Argent   | Gymnastique   | Barres parallèles hommes                    | Tsurumi Shuji |             |      |
| Argent   | Gymnastique   | Concours individuel                         | Tsurumi Shuji |             |      |
| Argent   | Judo          | Open weight                                 | Akio Kaminaga |             |      |
| Bronze   | Gymnastique   | Concours général par équipes femmes         | |             |      |
| Bronze   | Lutte         | Lutte libre - Poids légers, 63 – 70 kg      | Iwao Horiuchi |             |      |
| Bronze   | Athlétisme    | Marathon hommes                             | Kokichi Tsuburaya |             |      |
| Bronze   | Tir           | Pistolet à 50 m                             | Yoshihisa Yoshikawa |             |      |
| Bronze   | Natation      | Relais 4 × 200 m nage libre hommes          | Makoto Fukui Kunihiro Iwasaki Toshio Shoji Yukiaki Okabe |             |      |
| Bronze   | Haltérophilie | Moins de 56 kg                              | Shiro Ishinoseki |             |      |
| Bronze   | Haltérophilie | 67,5–75 kg                                  | Masashi Ohuchi |             |      |
| Bronze   | Volley-ball   | Hommes                                      | Yutaka Demachi Tsutomu Koyama Sadatoshi Sugawara Naohiro Ikeda Yasutaka Sato Toshiaki Kosedo Tokihiko Higuchi Masayuki Minami Takeshi Tokutomi Teruhisa Moriyama Yūzo Nakamura Katsutoshi Nekoda |             |      |